# جاك تاجر
جاك تاجِر (1336 هـ - 1371 ه‍ـ / 1918 - 1952م)، كاتب ومترجم و مؤرخ، من الروم الكاثوليك بمصر، سوري الأصل.
هو جاك بن فليب تاجر. مولده ووفاته بالقاهرة. توفي بعد أن زلت قدماه وهو في قطار المترو بين القاهرة ومصر الجديدة، فسقط قتيلاً تحت عجلات القطار.

## آثاره
من آثاره: «حركة الترجمة بمصر خلال القرن التاسع عشر» و«أقباط ومسلمون: منذ الفتح العربي إلى عام 1922 م»، وقد أثار هذا الكتاب الأخير جدلًا كبيرًا في الأوساط الفكرية، حيث اتهمه البعض بتعمد تشويه صورة التاريخ الإسلامي. وقد أصدرت الهيئة المصرية العامة للكتاب طبعة جديدة من الكتاب سنة 2010 م، بتقديم من سمير مرقس ومحمد عفيفي.